# 대림로 (청주시)
대림로(Daerim-ro)는 충청북도 청주시 서원구 남이면 대련삼거리와 성화개신죽림동 월천1교사거리를 잇는 충청북도 청주시의 도로이다. 

## 주요 경유지
충청북도
- 청주시 서원구 (남이면 . 성화개신죽림동)

## 노선
| 이름          | 접속 노선                 | 소재지 | 소재지 | 비고 |
| ------------- | ------------------------- | ------ | ------ | ---- |
| 대련삼거리    | 국도 제17호선 (청남로)    | 서원구 | 남이면 |      |
| 석판분기점    | 국도 제17호선 (3순환로)   | 서원구 | 남이면 |      |
| (교차로)      | 2순환로                   | 서원구 | 서원구 |      |
| 월천1교사거리 | 지방도 제512호선 (서부로) | 서원구 | 서원구 |      |
| 가경로와 직결 |                           |        |        |      |

## 주요 건물 및 시설
- GS칼텍스 대련주유소 (대림로 148/대련리 86-2)
- 세븐일레븐 청주석판점 (대림로 281/석판리 147-4)
- S-OIL 성진주유소 (대림로 325/석판리 29-1)
- GS25 청주석판점 (대림로 342/석판리 31-1)
- GS25 청주석판대로점 (대림로 383/석판리 3-8)
- 이마트24 청주죽림주공점 (대림로 491/죽림동 295)